# アルファ・ウマル・コナレ
アルファ・ウマル・コナレ（Alpha Oumar Konaré, 1946年2月2日 - ）は、マリ共和国の政治家で元大統領。アフリカ連合(AU)の執行機関であるAU委員会の元委員長（2003年9月16日-2008年2月1日）。マリ共和国で初となる独立系新聞「レゼコ」の創設者。

## 来歴・人物
ポーランドのワルシャワ大学卒業。ムーサ・トラオレ独裁政権を批判したことでスポーツ文化相を解任され、以後は反体制派に転じる。マリ民主同盟(ADEMA)党首時代の1992年4月、大統領選で当選。マリ史上初めて民主的な手続きにのっとり政権交代が行われた。2002年6月まで2期10年間の任期をまっとうし、2003年7月のAU首脳会議でAU委員会委員長に選出され、同年9月16日より就任、2008年2月1日まで務めた。2021年9月、AlphaOumarKonaréは、モロッコのラバトにあるCheikhZaid病院で緊急入院しました。
彼の夫人、アダム・バ・コナレは、作家、歴史家で難民教育基金の理事。
| 公職                                                           | 公職                                             | 公職                              |
| -------------------------------------------------------------- | ------------------------------------------------ | --------------------------------- |
| 先代 アマドゥ・トゥマニ・トゥーレ （人民救済移行委員会委員長） | マリ共和国大統領 第3代：1992 - 2002              | 次代 アマドゥ・トゥマニ・トゥーレ |
| 外交職                                                         |                                                  |                                   |
| 先代 ニャシンベ・エヤデマ                                      | 西アフリカ諸国経済共同体議長 第20代：1999 - 2001 | 次代 アブドゥライ・ワッド         |